# Parque Nacional Girringun
o Parque Nacional Girrungun (em inglês, "Girringun National Park") é um parque nacional localizado em Queensland, Austrália, situa-se a 50 km ao sudoeste de Ingham, 110 km ao norte de Townsville e 1290 km a noroeste de Brisbane. O parque pertence a uma série de parques nacionais listados como Patrimônio Mundial.

## História
O parque foi originalmente chamado o Parque Nacional Lumholtz, devido ao cientista Carl Sofus Lumholtz, quando foi inaugurado em 1994. A Blencoe falls foi anunciada como parte do Parque Nacional Lumholtz em 2000. O nome foi posteriormente alterado para Girringun em 2003. No dia comemorativo dos Parques Nacionais (28 de março) em 2010, o Governo de Queensland anunciou a adição de 2810 hectares ao parque.

## Ambiente

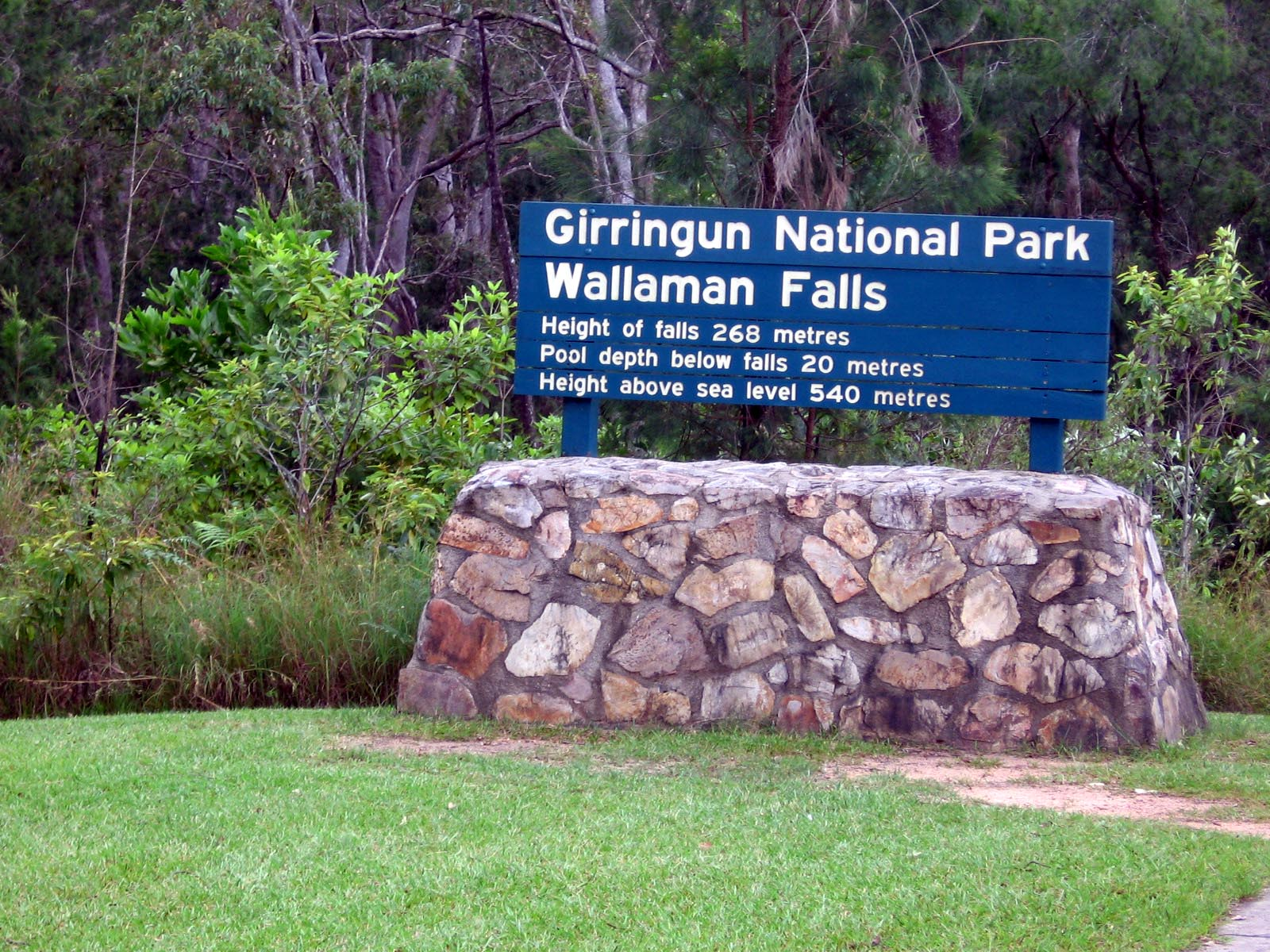
Signage de 2007

Este grande Parque Nacional consiste principalmente de áreas cobertas por sclerophyll, mas contém pequenos bolsões de floresta tropical também existem ao longo das encostas orientais e topos de morro. As montanhas de Seaview, George e Cardwell dominam a paisagem, que está cheia de destroços de granito de uma erupção vulcânica com idade por volta de 100.000 anos atrás. Talvez a característica geológica mais conhecida neste parque é a Wallaman Falls. Com 268 metros de altura é a queda única mais alta da Austrália. O parque também comporta áreas importantes para diversos pássaros, Wooroonooran, identificada pela BirdLife International por habitar populações de várias espécies de aves endêmicas nos trópicos úmidos de Queensland.

## Acesso e infra-estrutura
O acesso de veículos para a floresta inclui a pista Dalrymple Gap ou a pista de Wallaman falls. No entanto, a maioria das áreas do parque há apenas um acesso muito rudimentar e ausentes de veículos. A maior parte do parque é acessível para os caminhantes, mas devido ao seu terreno acidentado é aconselhável que apenas os bushwalkers experientes realizem as caminhadas mais extensas.